# Martin Hieronymus Hudtwalcker

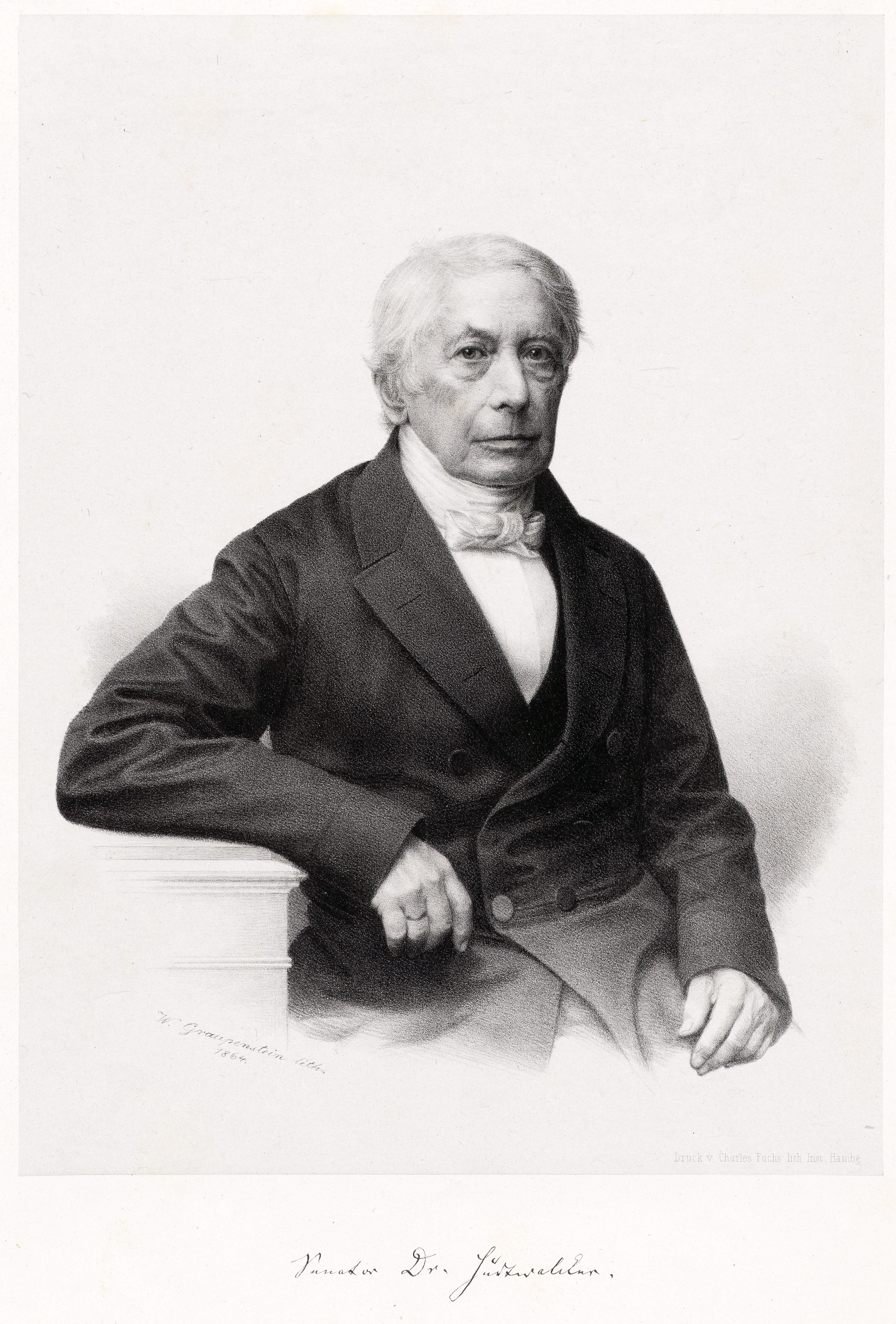
Porträt Martin Hieronymus Hudtwalcker, 1864, Lithographie von Friedrich Wilhelm Graupenstein, Staats- und Universitätsbibliothek Hamburg

Martin Hieronymus Hudtwalcker, Pseudonym (1826) Oswald (* 15. September 1787 in Hamburg; † 16. August 1865) war ein Hamburger Senator. Er war zu seiner Zeit einer der prominentesten Verfechter der Erweckungsbewegung in Hamburg.

## Werdegang
Hudtwalcker war der Sohn des angesehenen Hamburger Kaufmanns Nicolaus Hudtwalcker (1757–1832). Johann Michael Hudtwalcker war sein Onkel, Nicolaus Hudtwalcker sein Bruder. Unterricht erhielt er zunächst von seinem Onkel, dem Pastor Christian Martin Hudtwalcker, dann auf der Lateinschule in Kopenhagen und auf dem Gymnasium in Gotha. Von 1805 bis 1809 studierte er Rechtswissenschaft an der Universität Heidelberg und der Universität Göttingen; seine Dissertation in Heidelberg hatte einen Seerechtsartikel der Römer zum Thema.
Nach Abschluss seiner Studien ließ sich Hudtwalcker als Anwalt in Hamburg nieder. Nachdem Hamburg von Napoleon annektiert worden war, ging Hudtwalcker 1811 nach Wien und kehrte erst 1815 zurück. Hudtwalcker wurde am 21. Februar 1816 in Hamburg als Advokat zugelassen, er war bis zu seiner Wahl in den Senat als solcher eingeschrieben. 1817 heiratete Hudtwalcker Charlotte Amalie von Mengershausen. Gegen seinen Willen wurde er im März 1820 zum Hamburger Senator gewählt; nach Hamburger Recht war eine Ablehnung der Wahl nicht möglich, wollte man Bürger der Stadt bleiben. Hudtwalcker blieb vierzig Jahre lang Senator in Hamburg bis zum Eintritt seines Ruhestands im Jahr 1860.

## Wirken als Senator
Hudtwalcker war 1831 kommissarisch und von 1833 bis 1839 Hamburger Polizeiherr. Einige Jahre stand er Hamburgs oberster Schulbehörde vor. Auf dem Gebiet der Legislative war Hudtwalcker Mitglied einer Kommission zur Vorbereitung der Hamburgischen Verfassung von 1860, außerdem arbeitete er an einer Reform des Strafrechts und der Strafprozessordnung für Hamburg mit. An der 1831 in Kraft getretenen Vormundschaftsordnung hatte Hudtwalcker wesentlichen Anteil. Auch auf dem Gebiet der Rechtsprechung war Hudtwalcker tätig; er gehörte dem Hamburger Obergericht an, zeitweise als Präsident.
Hudtwalcker zeigte großes Interesse an Fragen des Strafvollzugs und der Erziehung straffälliger Jugendlicher. Dabei stellte er einerseits die Generalprävention vor die Besserung der Delinquenten in den Vordergrund, vertrat aber andererseits die Position, dass Gefängnisse wie auch andere schädliche Milieus einen schädlichen Einfluss auf die weitere Entwicklung von Jugendlichen haben könnten. Die Einrichtung einer Walk- und Tretmühle für Bettler und Vagabunden im Jahr 1824 befürwortete er. Die von ihm angeregte und 1833 eingerichtete Strafschule sollte Jugendliche, die sich geringerer Vergehen schuldig gemacht hatten, vor dem schädlichen Einfluss des allgemeinen Gefängnisses schützen.
Während des Hamburger Brands Anfang Mai 1842 wurde er als Senator durch Dekret des Senats „mit diktatorischer Gewalt bekleidet“.

## Religiöse Einstellung
Hudtwalcker war Anhänger der Erweckungsbewegung und einer ihrer einflussreichen Vertreter in Hamburg. In Streitschriften vertrat er seine theologische Position und verteidigte sie gegen Angriffe von Vertretern des vorherrschenden Rationalismus unter anderem gegen Amandus Augustus Abendroth und Hermann Rentzel. Der Hamburg-Altonaischen Bibelgesellschaft stand Hudtwalcker als Präses vor. Gleichwohl war er wie Abendroth auch Mitglied einer Hamburger Freimaurerloge.

## Bekanntschaften
Martin Hieronymus Hudtwalcker war mit vielen berühmten Zeitgenossen bekannt.
In Gotha schloss Hudtwalcker Freundschaft mit seinem Schulkameraden, dem späteren Philologen Franz Passow. Während seines Studiums in Heidelberg war er regelmäßig zu Gast bei dem Dichter und Übersetzer Johann Heinrich Voß. In Göttingen wurde Wolf Heinrich von Baudissin, später Diplomat, sein Studienfreund; mit ihm und dem Pädagogen Friedrich Kohlrausch machte er eine Reise in die Schweiz. Kurz vor Ende seines Studiums lernte Hudtwalcker den späteren Strafrechtslehrer Carl Joseph Anton Mittermaier kennen, mit ihm blieb er bis an sein Lebensende in Verbindung. Auf einer längeren Reise nach Abschluss seines Studiums traf er Jean Paul; in Jena verkehrte er bei Carl Friedrich Ernst Frommann, bei dem er Johann Wolfgang von Goethe und den Übersetzer und Shakespeare-Kenner Johann Diederich Gries traf.
In der Zeit seines Exils in Wien wurde er mit der beschützenden Begleitung der beiden ältesten Söhne von Johann Philipp von Stadion an die Universität Göttingen betraut. In Hamburg wurde Hudtwalcker mit Johann Hinrich Wichern bekannt, wurde sein Förderer und ermöglichte ihm ein Studium in Göttingen. 1833 war Hudtwalcker Mitbegründer und Hauptförderer des Rauhen Hauses in Hamburg, dessen Direktor Wichern wurde. Hudtwalcker erwartete, dass durch das Rauhe Haus sittlich gefährdete Jugendliche einem schädigenden Einfluss des Elternhauses oder von Altersgenossen entzogen werden sollten. 15 Jahre später war er einer der 60 Gründungsmitglieder der Hamburger Stadtmission.

## Werke (Auswahl)
- Dissertatio inauguralis de foenore nautico Romano, Schniebes, Hamburg 1810 (rechtswissenschaftliche Dissertation)
- Ueber die öffentlichen und Privatschiedsrichter – Diäteten – in Athen und den Process vor denselben, Friedrich Frommann, Jena 1812 (rechtshistorische Abhandlung)
- Bruchstücke aus Karl Berthold's Tagebuch, Duncker und Humblot, Berlin 1826 (Autobiographisches in literarischer Form)
- Ueber den Einfluss des sogenannten Mysticismus und der religiösen Schwärmerei auf das Ueberhandnehmen der Geisteskrankheiten und des Selbstmordes, besonders in Hamburg. In Criminalistische Beyträge, Bd. 3, Heft 1, 1827 (Streitschrift)
- Zuschrift eines Hamburgischen Bürgers an  Herrn Pastor Rentzel über dessen „freimüthige Aeusserungen“ in Betreff der Schrift des Hrn. Senators Hudtwalckers Schrift über den Einfluss des sogenannten Mysticismus auf Wahnsinn und Selbstmord, Brockhaus, Leipzig 1827 (Streitschrift, anonym)
- Das hamburgische Strafverfahren und seine Reform : Entwurf eines hamburgischen Gesetzes über die Ehescheidung und über das Verfahren in Ehescheidungssachen. Hamburg: Agentur des Rauhen Hauses 1856 (Digitalisat des Exemplars der Bayerischen Staatsbibliothek)

Einen Text von Galeazzo Gualdo Priorato übersetzte Hudtwalcker und gab ihn unter dem Titel Des Grafen Galeazzo Gualdo Priorato Beschreibung von Hamburg im Jahre 1663 heraus (Zeitschrift des Vereins für Hamburgische Geschichte, Bd. 3, 1851, S. 140–156). Hudtwalcker war Mitbegründer und Mitherausgeber der ab 1825 erschienenen Zeitschrift Criminalistische Beyträge.

## Auszeichnungen und Ehrungen
- Ehrendoktor der Theologie der Friedrich-Wilhelms-Universität zu Berlin, 1859
- Nach Hudtwalcker ist die Hudtwalckerstraße in Hamburg-Winterhude benannt.